# 302 Tbiliszi
A Tbiliszi (grúz írással: თბილისი), ex. U150 Konotop (ukránul: Конотоп) a Grúz Haditengerészet 206MR Vihr (NATO-kódja: Matka class) típusú hordszárnyas rakétás gyorsnaszádja volt. Hadrendi jelzése 302 volt. 2008 augusztusában a grúz–orosz háború során az orosz erők elsüllyesztették. A hajót később szétbontották.

## Története
A 206MR típusú hordszárnyas hajót Leningrádban építették 250-es gyári számmal, a Névai hajógyárban. 1981. szeptember 12-én bocsátották vízre. A szovjet Fekete-tengeri Flottában 1981. október 29-én állították szolgálatba R–15 jelzéssel. A szovjet időszakban a hajó Csornomorszkéban állomásozott. A Szovjetunió felbomlása után a hajó átkerült Szevasztopolba. Később az Orosz Haditengerészet állományában 952 és 961 hadrendi jelzéseket is viselt. 1993-tól üzemen kívül volt, Balaklavában, a Metaliszt hajójavító üzemben tartózkodott javításon.
A Fekete-tengeri Flotta felosztásáról megkötött orosz–ukrán szerződés alapján a hajót átadták az Ukrán Haditengerészetnek, ahol az U150 hadrendi jelzést és a Konotop nevet kapta (a Szumi területen található Konotop város után).
Később grúz kérésre a hajót Ukrajna ingyen átadta Grúziának. A grúz kormány csak a javítási költségekért fizetett. Az átadásra 1999. június 30-án került sor. A hajó a Grúz Haditengerészetnél a 302-es hadrendi jelzést és a Tbiliszi nevet kapta. Ez a hajó volt a Grúz Haditengerészet zászlóshajója.
A Tbiliszi 2003–2007 között több nemzetközi tengeri hadgyakorlaton vett részt, így pl. az évente megrendezett Sea Breeze hadgyakorlaton.
A 2008-as ötnapos grúz–orosz háború idején a hajó Potiban horgonyzott. 2008. augusztus 13-án a hajót elhagyta a személyzete. A kikötői móló mellett horgonyzó Tbiliszit az orosz erők a felrobbantották. A hajó kiégett majd elsüllyedt. (Az orosz médiában elterjedt ugyan, hogy a Tbiliszi tűzharcba keveredett az orosz Mirazs rakétás korvettel, ez azonban nem felelt meg a valóságnak.)
2009-ben a grúz kormány az ötnapos háborúban elsüllyesztett grúz hadihajókat, köztük a Tbiliszit is eladta egy török cégnek, amely a hajót kiemelte, majd szétbontotta és fémhulladékként értékesítette.